# MG ZS EV
Az MG ZS EV egy akkumulátoros elektromos, SUV autótípus, mely 2019 óta kapható Európában. 2022-ben megjelent egy frissített modell, melynek külső megjelenésén kisebb változtatásokat vezettek be az első generációhoz képest.

## Műszaki adatok[3]

### Közlekedés
Az autóban 5 ülés található, amelyek közül 2 alkalmas Isofix-gyereküléshez. Alapból 448 literes a csomagtér, de az ülések lehajtásával 1166 literesre bővíthető. Az autó tetősínekkel is rendelkezik. Vonóhoroggal is fel van szerelve, amellyel maximum 500 kg-os utánfutót lehet vontatni.

### Akkumulátor
Az autó bruttó 51,1 kWh-s, nettó 49 kWh-s akkumulátorral van felszerelve. Ez 440 km-es WLTP-hatótávolságot tesz lehetővé.

### Töltés
Az autó akkumulátora tölthető Type 2 csatlakozón keresztül. CCS-csatlakozással rendelkező gyorstöltő használata esetén akár 92 kW-os töltési sebességgel is tölthető, mellyel akár 40 perc alatt fel lehet tölteni az akkumulátort 10%-ról 80%-ra; ez 260 km/órás gyorstöltési sebességet jelent.

### Teljesítmény
Az autó elektromos hajtáslánca 130 kW-os teljesítményre képes, 280 Nm-es nyomatékkal. 8,6 másodperc alatt tud álló helyzetből 100 km/órás sebességre felgyorsulni. Az elérhető maximális sebesség mintegy 175 km/óra.

## Képtár

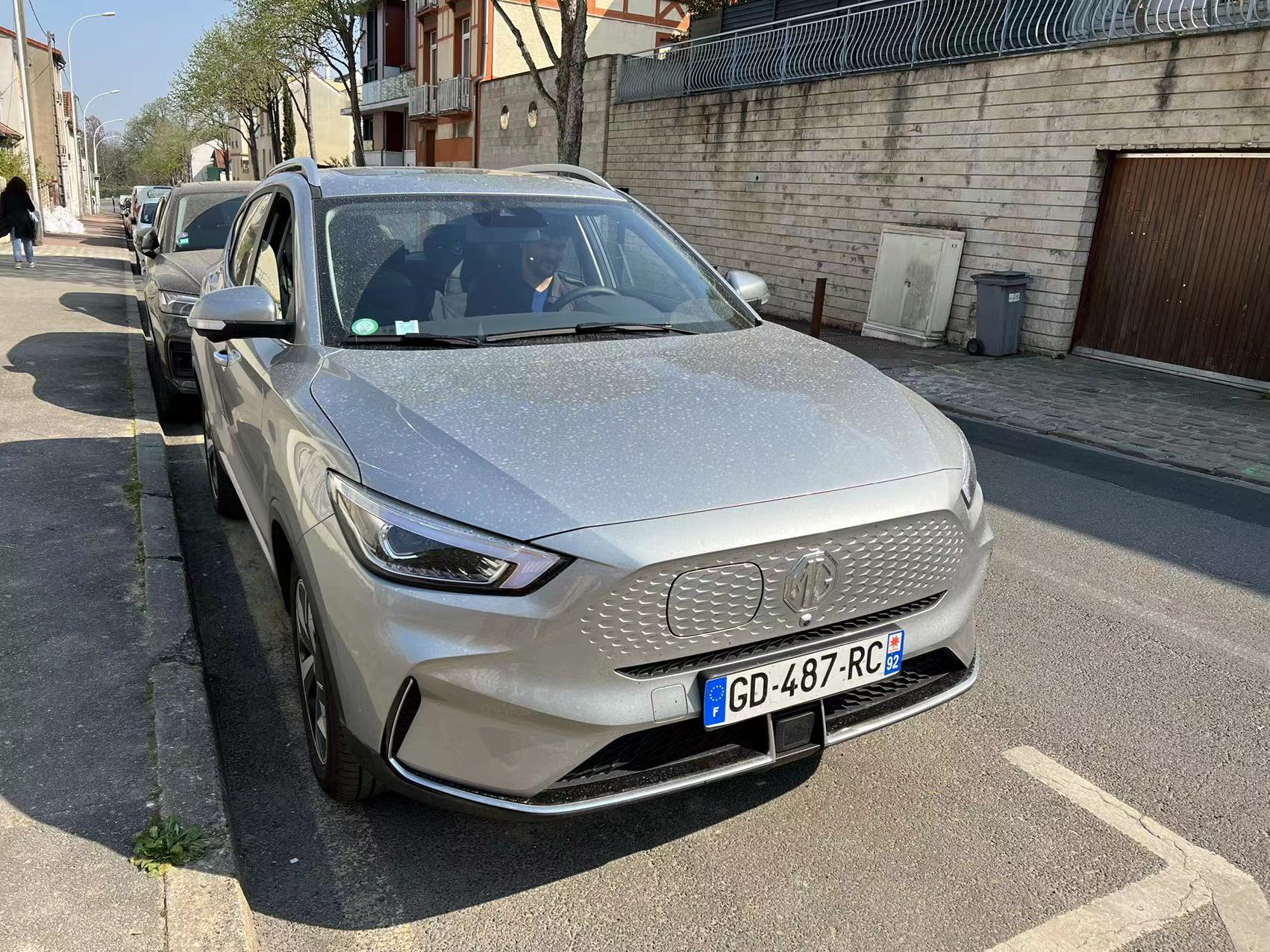
Elölnézetből (2022-es modellév)
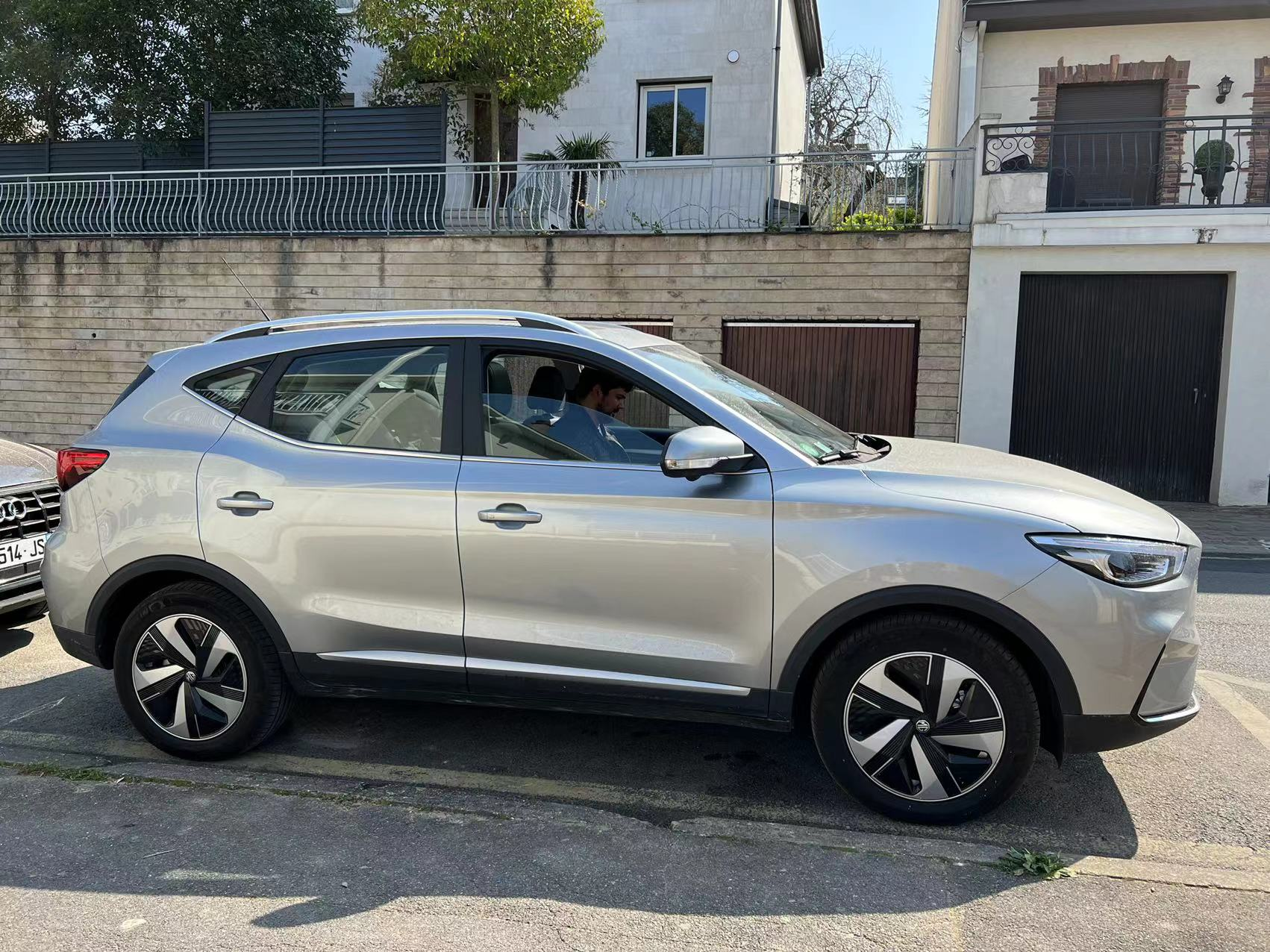
Oldalnézetből (2022-es modellév)
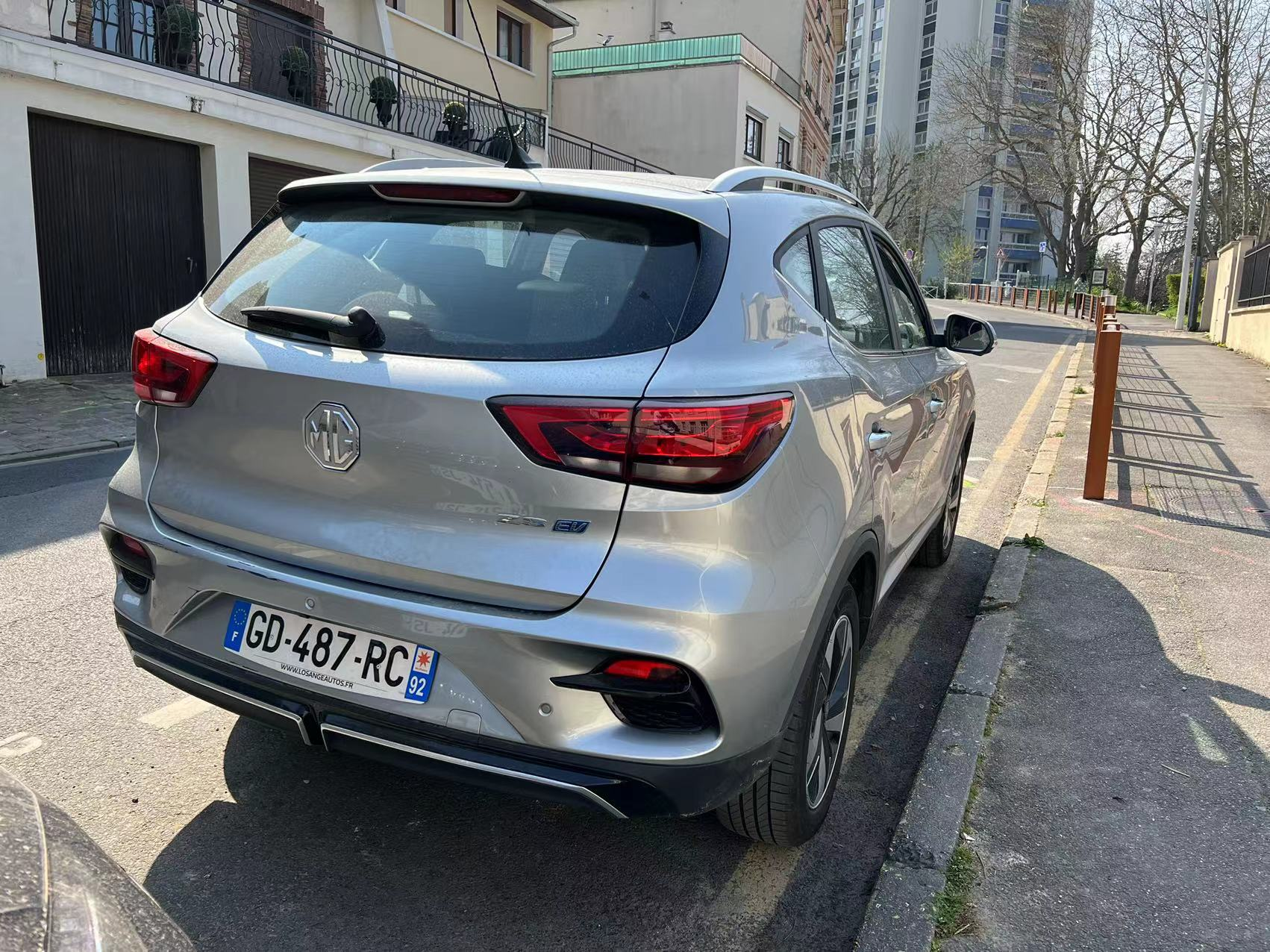
Hátulnézetből (2022-es modellév)
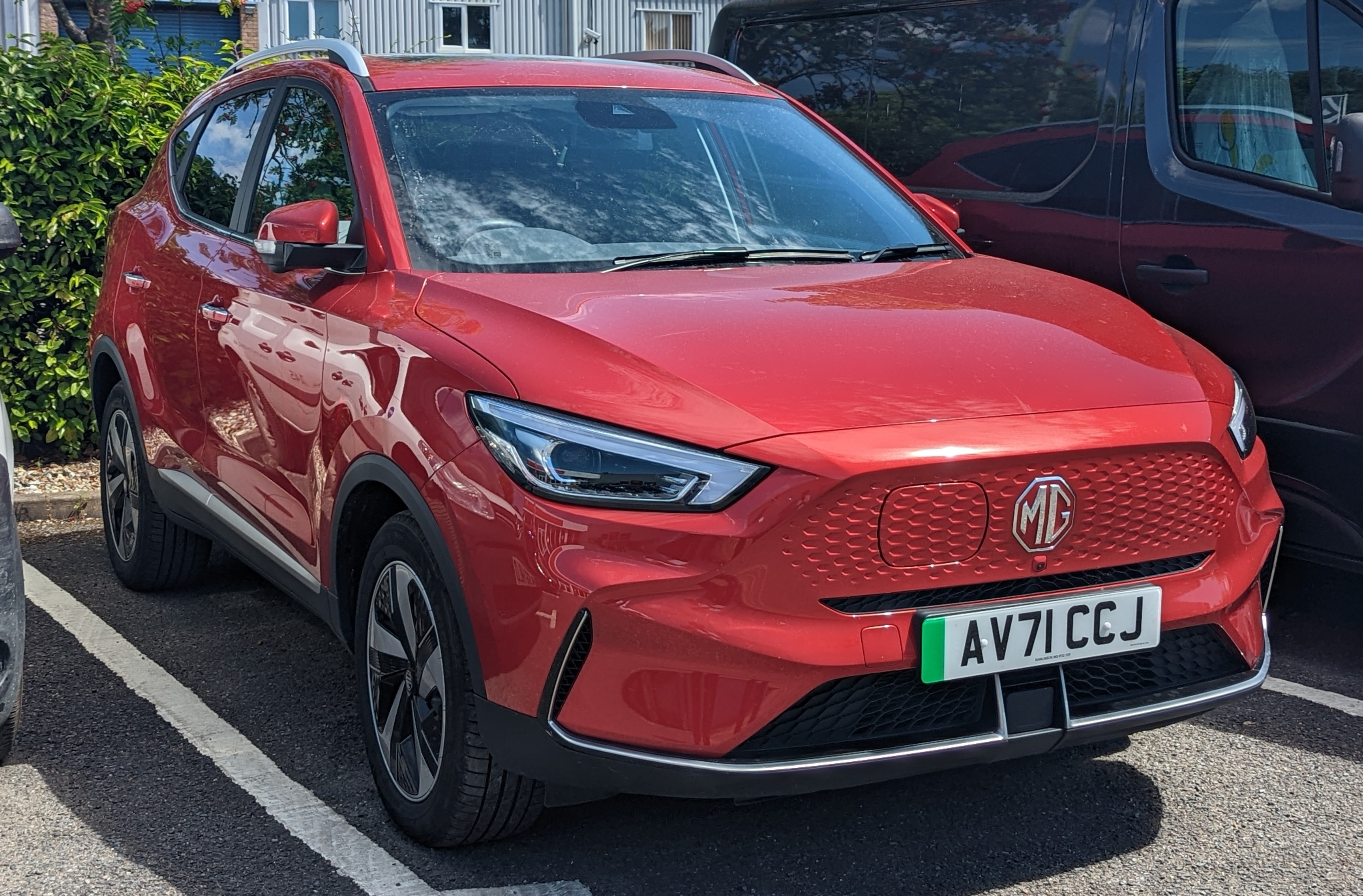
Elölnézetből (2022-es modellév)
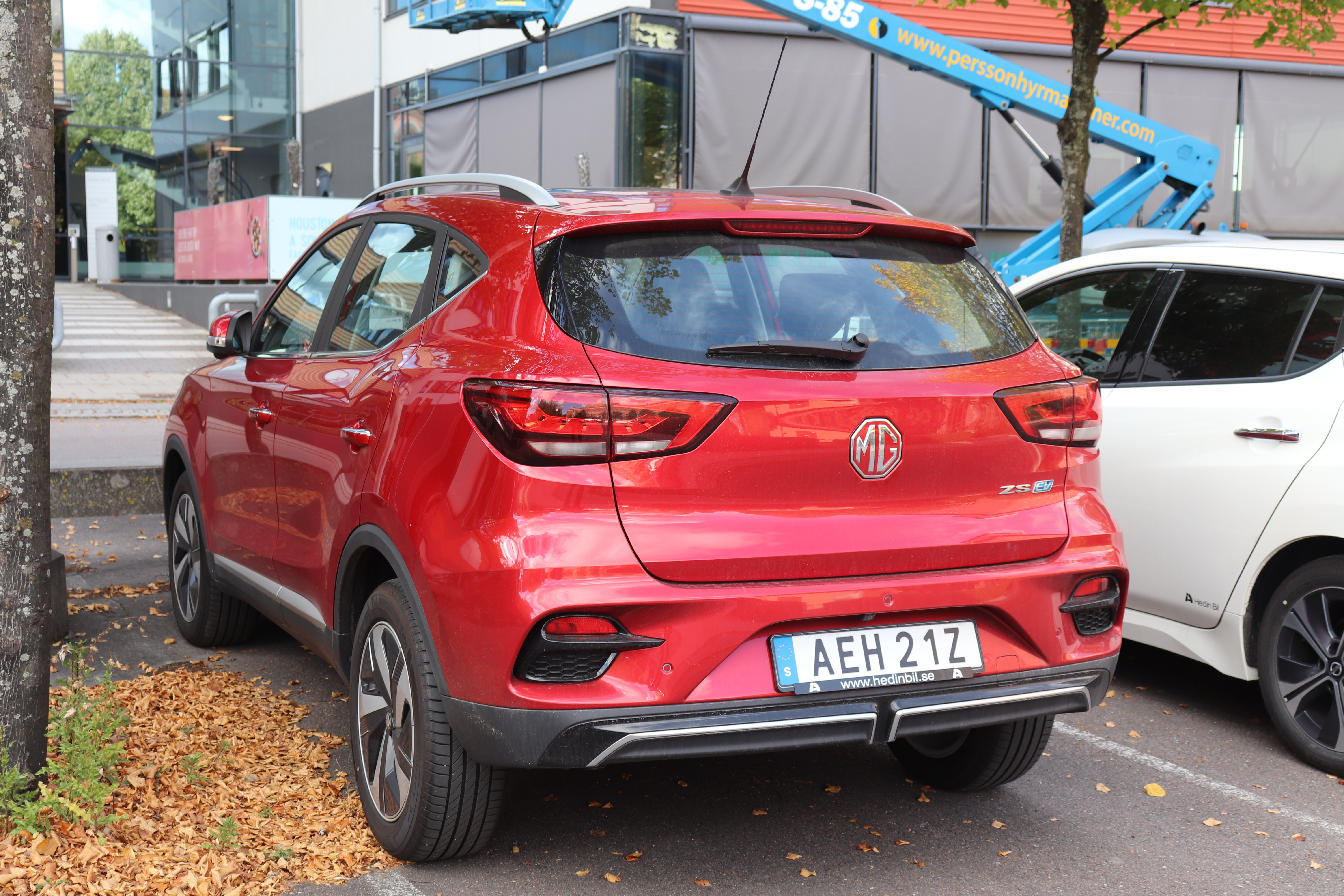
Hátulnézetből (2022-es modellév)
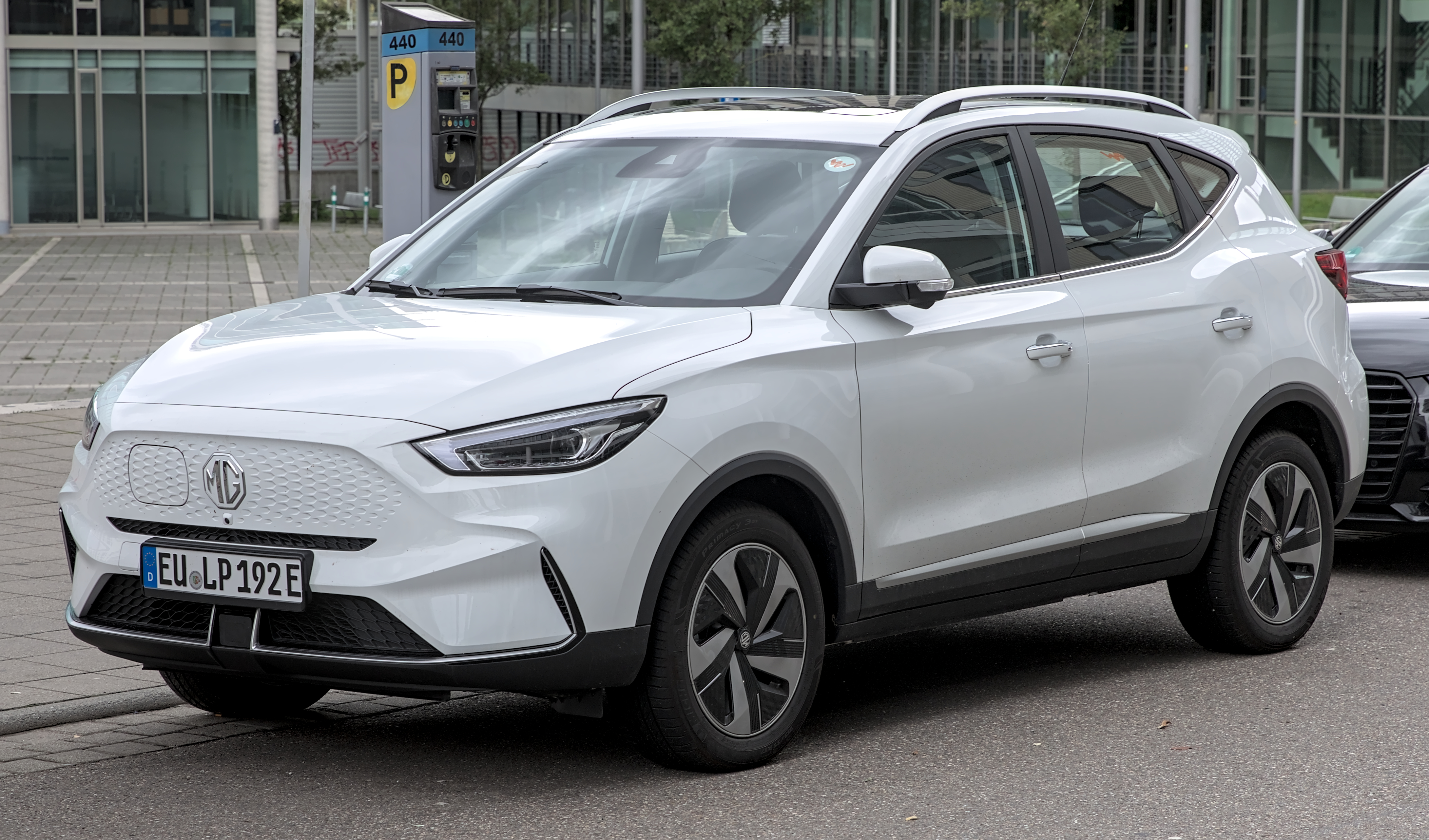
Elölnézetből (2022-es modellév)
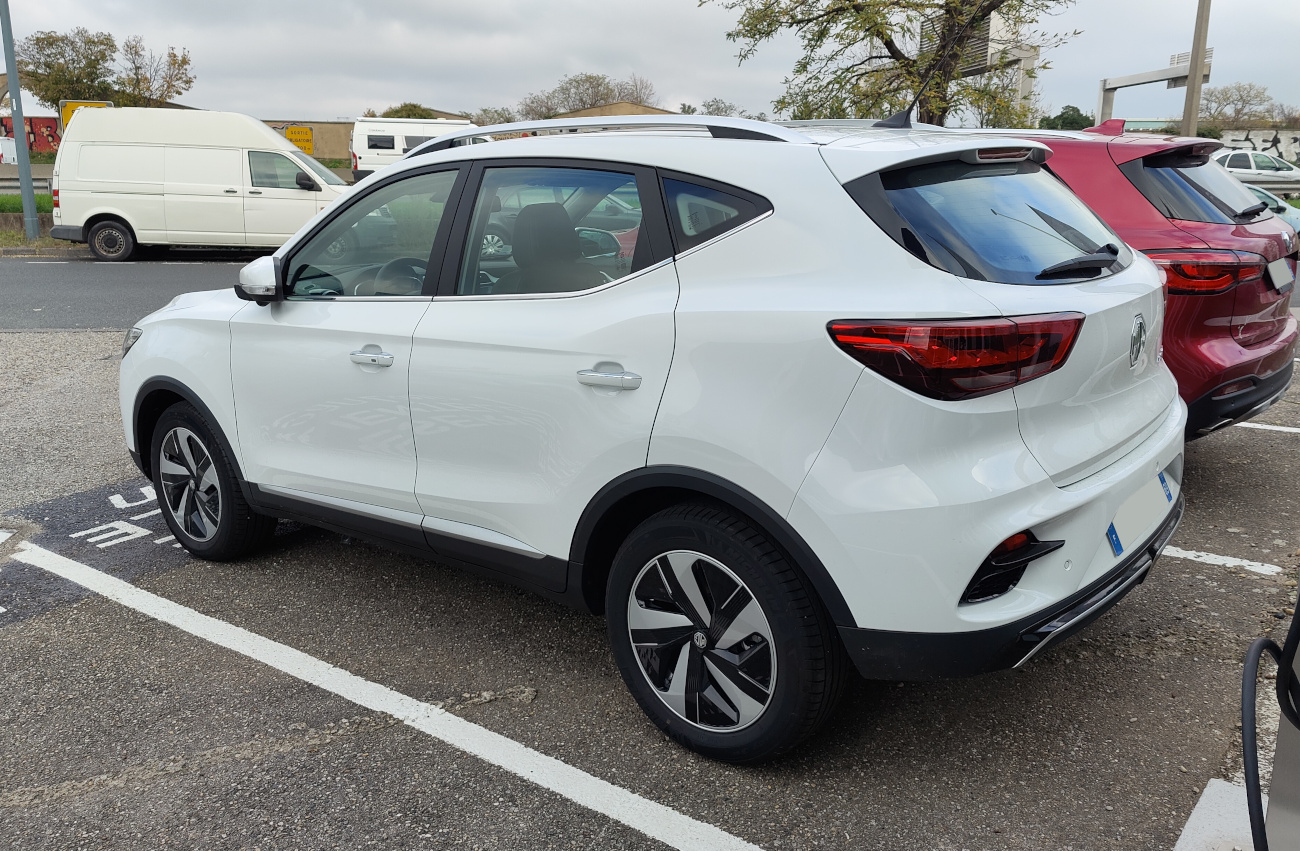
Hátulnézetből (2022-es modellév)
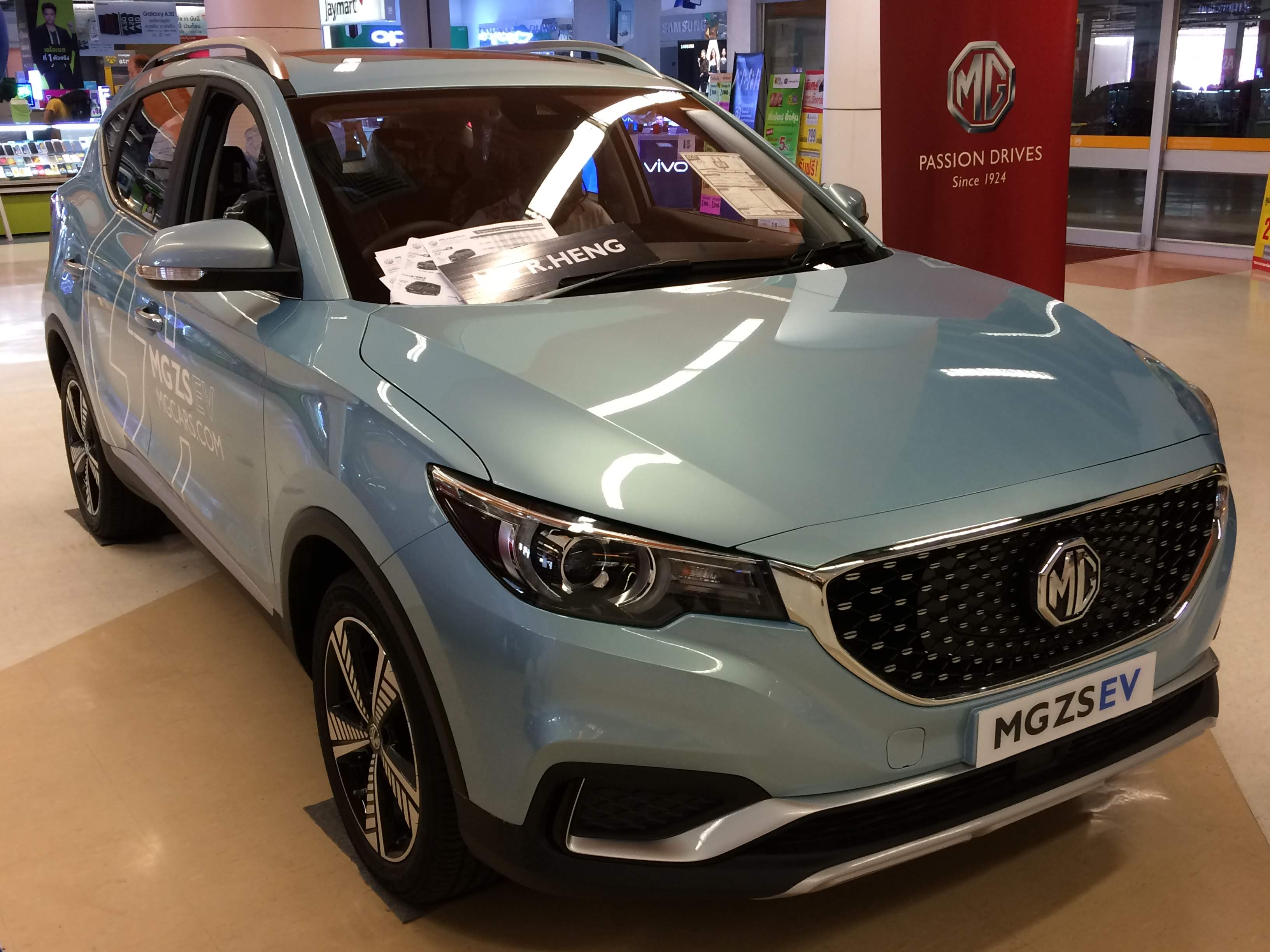
MG ZS EV (2019-es modellév)

## Fordítás
Ez a szócikk részben vagy egészben  a   MG ZS EV című holland Wikipédia-szócikk ezen változatának fordításán alapul.  Az eredeti cikk szerkesztőit annak laptörténete sorolja fel. Ez a jelzés csupán a megfogalmazás eredetét és a szerzői jogokat jelzi, nem szolgál a cikkben szereplő információk forrásmegjelöléseként.